# 渡辺伸弘
渡辺伸弘（わたなべ のぶひろ）は、日本のアニメーター。じゃんぐるじむ所属。
子供向けアニメを中心に作画監督での活躍。同所属する三浦貴弘と数作品との手を組む事が多く、三浦氏と同様に可愛さとメリハリの利いた作画が特徴で、作画を担当した回では「（他の回と）作画の雰囲気が違う」と評される事が多い。

## 主な参加作品

### テレビアニメ
1994年
- ゴールFH（作画監督）

1995年
- 行け!稲中卓球部（作画監督・原画）
- 怪盗セイント・テール（作画監督）

1996年
- こどものおもちゃ（作画監督）

1998年
- 新YAT安心!宇宙旅行（作画監督）

2000年
- だぁ!だぁ!だぁ!（作画監督）

2001年
- 逮捕しちゃうぞ SECOND SEASON（作画監督）

2002年
- わがまま☆フェアリー ミルモでポン!（作画監督）

2003年
- わがまま☆フェアリー ミルモでポン! ごおるでん（作画監督）

2004年
- わがまま☆フェアリー ミルモでポン! わんだほう（作画監督）

2005年
- IZUMO -猛き剣の閃記-（作画監督）

2006年
- デルトラクエスト（作画監督）
- マージナルプリンス〜月桂樹の王子達〜（作画監督）
- 京四郎と永遠の空（作画監督）
- 学園ヘヴン BOY'S LOVE HYPER!（作画監督）
- マジカノ（作画監督）

2007年
- AYAKASHI（作画監督）
- 地球へ…（作画監督）

2008年
- タイタニア（作画監督）
- イタズラなKiss（作画監督）
- ソウルイーター（作画監督）

2009年
- マリア様がみてる 4thシーズン（作画監督）

2010年
- はなまる幼稚園（作画監督）

2016年
- D.Gray-man HALLOW（作画監督）

2017年
- BORUTO-ボルト- -NARUTO NEXT GENERATIONS-（作画監督）
- アニメガタリズ（OP/ED原画・原画）

2019年
- 荒野のコトブキ飛行隊（作画監督）
- パズドラ（作画監督）

2021年
- 精霊幻想記（作画監督）

2023年
- BLEACH 千年血戦篇-訣別譚-（作画監督）

2025年
- 雨と君と（作画監督）
- おそ松さん（作画監督・原画）

### OVA
2002年
- YOU'RE UNDER ARREST 〜逮捕しちゃうぞ〜（作画監督）